# Wawern (Saar)
Wawern település Németországban, Rajna-vidék-Pfalz tartományban. Lakosainak száma 649 fő (2023. december 31.).

## Népesség
A település népességének változása:
| Lakosok száma | 555  | 576  | 596  | 618  | 642  | 649  |
|               | 1975 | 2017 | 2019 | 2021 | 2022 | 2023 |